# جف ریچاردز (بازیگر، زاده ۱۹۲۴)
جف ریچاردز (انگلیسی: Jeff Richards; ۱ نوامبر ۱۹۲۴ – ۲۸ ژوئیهٔ ۱۹۸۹) بازیکن بیسبال، بازیگر، و بازیگر تلویزیون اهل ایالات متحده آمریکا بود.
از فیلم‌ها یا برنامه‌های تلویزیونی که وی در آن نقش داشته‌است می‌توان به هفت عروس برای هفت برادر، بد و زیبا، دوجینش ارزانتر است، هدف بلند، و جزیره زن گمشده اشاره کرد.
وی همچنین برندهٔ جوایزی همچون جوایز گلدن گلوب شده‌است.